# Герман фон Інграм
Герман Ріттер фон Інграм цур Лібенрайн унд Фрагбург (нім. Hermann Ritter von Ingram zur Liebenrain und Fragburg; 3 листопада 1903, Відень — 22 квітня 1995, Зальцбург) — австрійський комунальний політик і німецький офіцер, оберштурмбанфюрер СС і оберлейтенант резерву вермахту. Кавалер Лицарського хреста Залізного хреста.

## Біографія
Представник знатної тірольської родини. Син податкового чиновника. Він навчався у школах у Граці та Марбурзі-ан-дер-Драу та у реальній гімназії у Фюрстенфельді. Він втратив свої дворянські привілеї 1919 року з ухваленням Закону про скасування австрійського дворянства. У 1920 році вступив на державну службу.
Інграм вступив у НСДАП 16 березня 1932 року (квиток №897 778), пізніше був звільнений з державної служби та ув'язнений у табір Мессендорф. Він утік у Німеччину і відвідував Школу імперських керівників в Бернау, Берлінську школу політики, а в 1936 році став керівником імперського відомства та керівником з навчання в Імперському керівництві НСДАП.
На початку Другої світової війни він брав участь у Польській і Французькій кампаніях як унтерофіцер вермахту. Потім Інграм став співробітником Центрального управління Оперативного штабу рейхсляйтера Розенберга (ERR) в Управлінні зовнішньої політики НСДАП. 1 листопада 1940 року вступив у СС (посвідчення №426 548).
У 1941 році Інграм у званні лейтенанта перебував в окупованій Греції як лідер спеціального підрозділу. Згідно з його власними звітами, він переслідував єврейське населення Греції та конфісковував культурні цінності. Списки членів єврейських громад, які він конфіскував, використовувалися СС в 1943 році під час депортацій у німецькі концентраційні табори. Інграм супроводжував візантолога Франца Дельгера у його експедиції на Афон (2-31 липня 1941).
З вересня 1941 року він служив головою відділу ERR у Берліні. У квітні 1942 року він прийняв на себе управління загребським відділенням ERR як голова південно-східного відділу. Потім він був направлений в окупований Париж і одружився з істориком мистецтв Анною-Марі фон Томфорде (1916—1999), яка працювала в ERR; вони мали одну дитину.
Наприкінці війни Інграм був інтернований у таборі Глазенбах. Згодом він став банківським службовцем та уповноваженою особою з правом підпису у Bankhaus Spängler в Зальцбурзі. Спочатку він був активістом в партії «Асоціація незалежних», а з 1957 по 1967 рік був членом муніципальної ради Австрійської партії свободи в Зальцбурзі, де він виступав як спікер клубу з перейменування вулиць.

## Нагороди
- Німецька імперська відзнака за фізичну підготовку в сріблі
- Залізний хрест 2-го і 1-го класу
- Штурмовий піхотний знак в сріблі
- Лицарський хрест Залізного хреста (16 червня 1940) — як унтерофіцер і командир загон 4-ї (кулеметної) роти 309-го піхотного полку 208-ї піхотної дивізії.